# Arbeit macht frei
Pour les articles homonymes, voir Arbeit.
Arbeit macht frei est une expression allemande signifiant « le travail rend libre » ou « le travail émancipe ». Cette phrase doit principalement sa renommée à son utilisation comme inscription à l'entrée des camps de concentration nazis. Les historiens soulignent le cynisme du slogan qui dissimulait le traitement inhumain dans les camps de concentration, où le travail forcé était un instrument de soumission, d'exploitation, d'humiliation et d'assassinat de masse,.

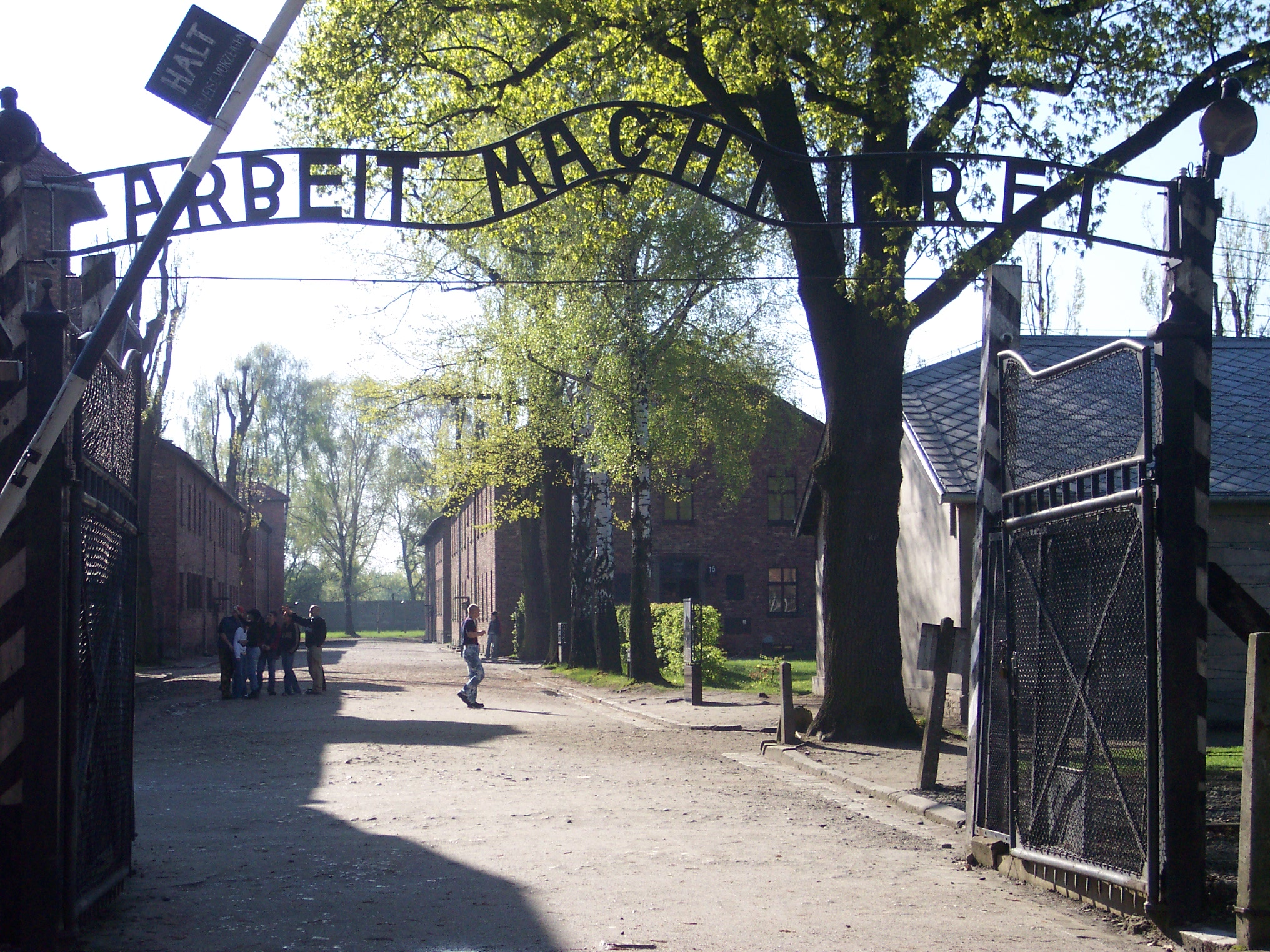
Vue d'ensemble de l'entrée et grille d'entrée avec l'inscription Arbeit macht frei (Le travail rend libre) du camp de concentration d'Auschwitz I.

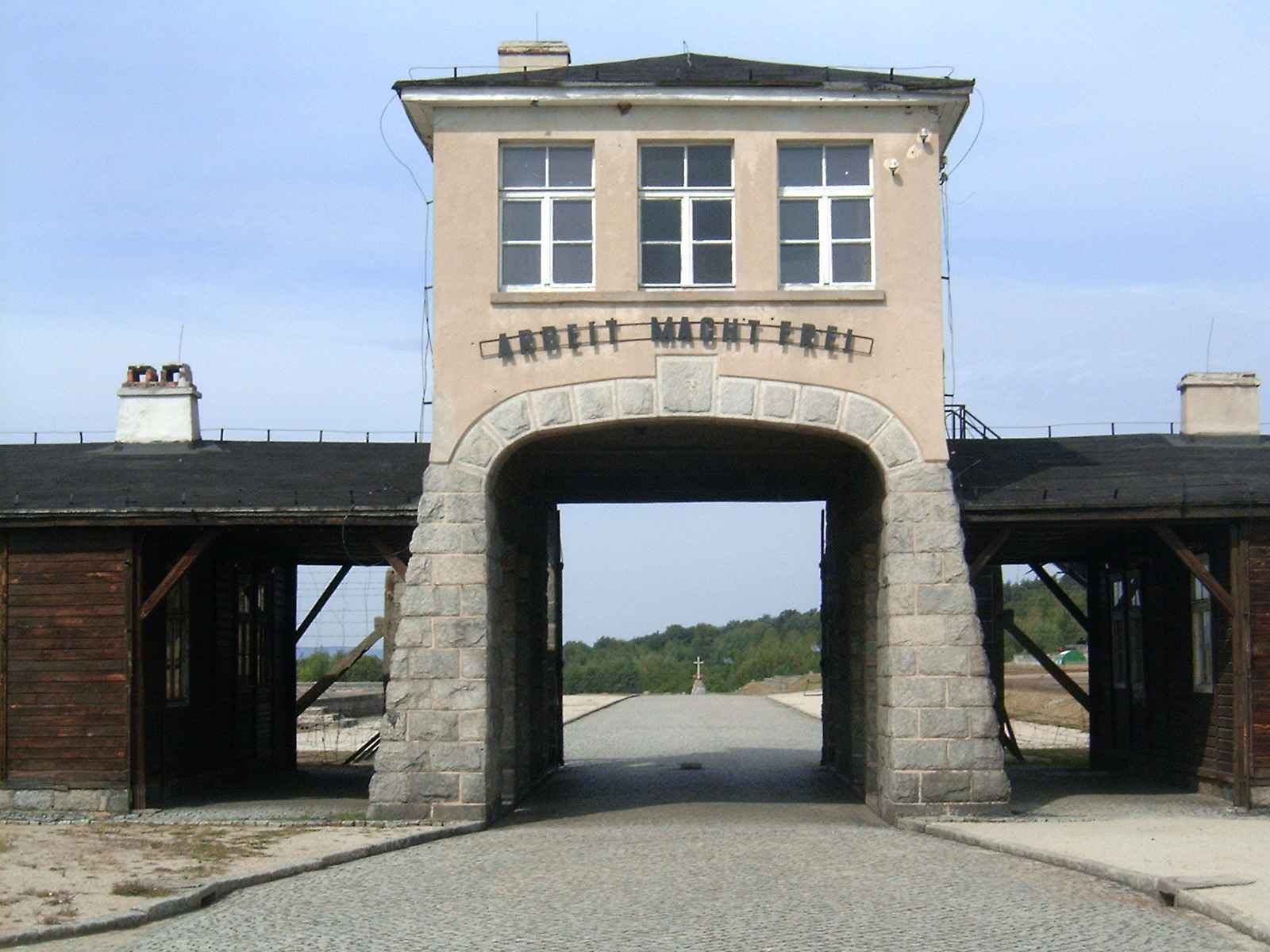
KZ Groß-Rosen

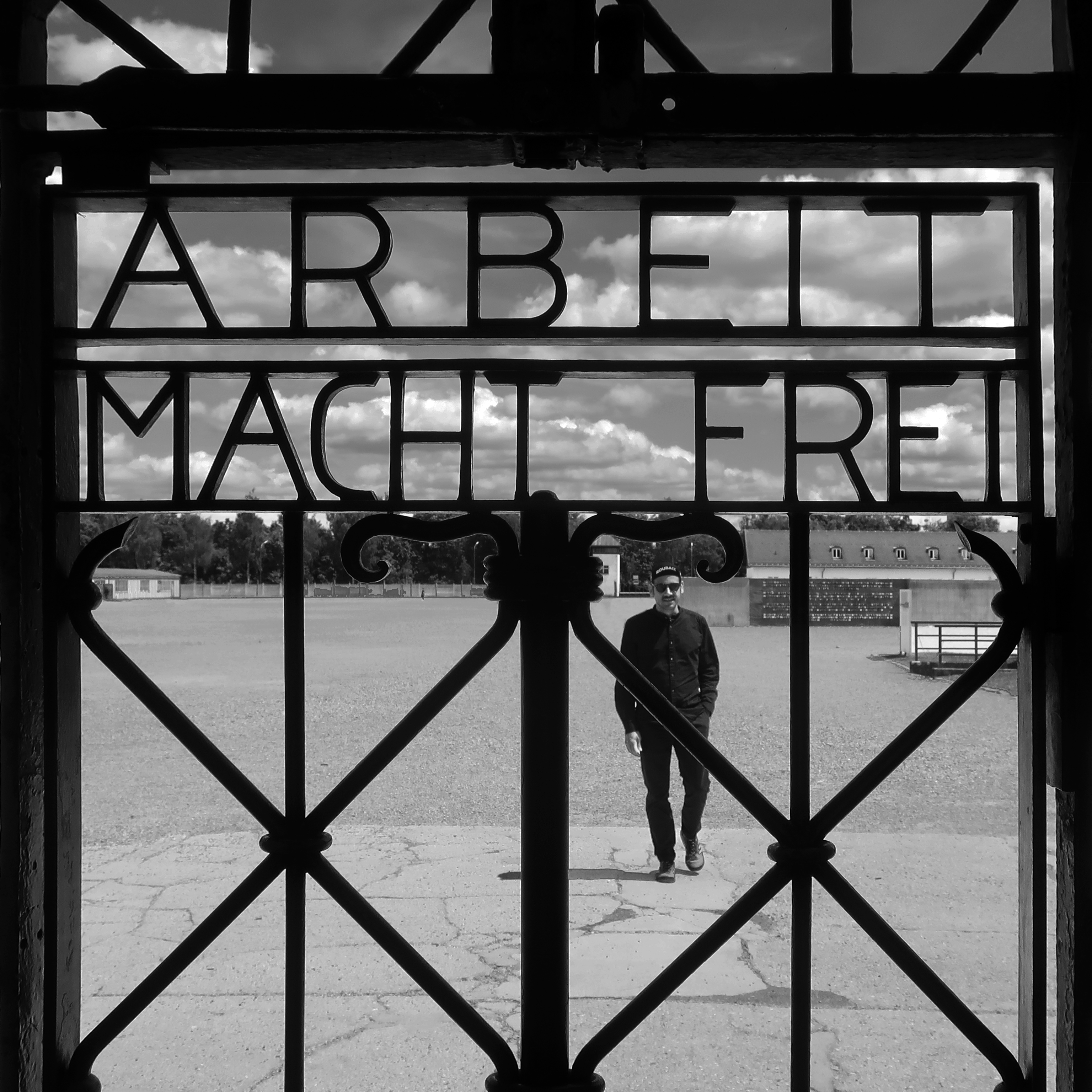
Une des portes de Dachau

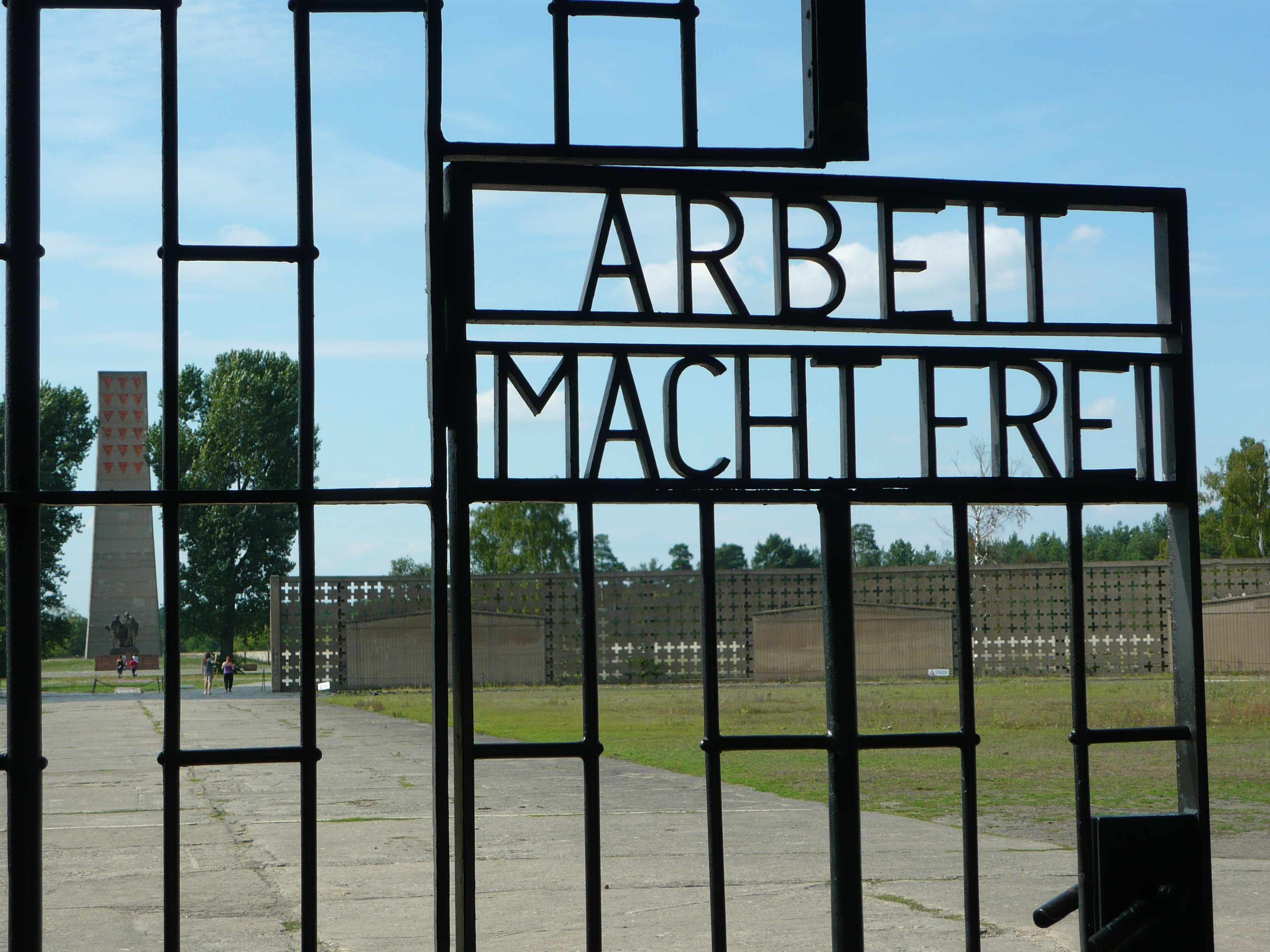
Entrée du camp d'Oranienburg-Sachsenhausen

L'utilisation de cette phrase, associée à un manque de connaissance de l'histoire, conduit régulièrement à des scandales en Allemagne et ailleurs dans le monde,,.

## Origine
Søren Kierkegaard a écrit ce qui suit dans son ouvrage Ou bien... ou bien (parfois traduit sous le titre L'Alternative), paru en 1843 et publié sous son pseudonyme Victor Eremita : 

« Le devoir de travailler pour vivre exprime l’humain en sa généralité et en autre sens aussi le général, parce qu’il exprime alors la liberté. Car l’homme se libère par le travail même qui le rend maître de la nature et lui montre qu’il la domine. »

Heinrich Beta (de) a utilisé la formule en 1845 dans un écrit intitulé Argent et Esprit (Geld und Geist) : 

« Ce n'est pas la foi qui rend bienheureux, pas la foi dans les intérêts égoïstes des curés et de la noblesse, mais c'est le travail qui rend bienheureux, car le travail rend libre. Ça n'est ni protestant, ni catholique, ni allemand, ni libéral ou catholique-chrétien, ni libéral ou servile, ça c'est la loi humaine universelle et la condition fondamentale de toute vie et de toute aspiration, de tout bonheur et de toute béatitude" (en italiques dans l'original). »

L'expression a ensuite été reprise par le philologue allemand Lorenz Diefenbach, Arbeit macht frei : Erzählung von Lorenz Diefenbach (1873), dans lequel les joueurs et les fraudeurs trouvent le chemin de la vertu par le travail,. L'expression a également été utilisée en français (« Le travail rend libre ! ») par Auguste Forel, un scientifique suisse spécialisé dans l'étude des fourmis, neuroanatomiste et psychiatre, dans son ouvrage Fourmis de la Suisse (1920).
En 1922, la Deutscher Schulverein (de) de Vienne, une organisation nationaliste ethnique (völkische) soi-disant de protection des Allemands dans l'Autriche-Hongrie, imprime des timbres d'adhésion avec la phrase « Arbeit macht frei ». La citation est adoptée en 1928 par le gouvernement de Weimar comme un slogan vantant les effets de sa politique souhaitée de grande échelle de travaux publics programmés pour mettre fin au chômage. L'expression « Arbeit macht frei » se retrouve dans les cercles de la droite nationaliste allemande, ce qui explique son adoption ultérieure par le NSDAP lors de son accession au pouvoir en 1933.
On la trouve également au Goulag : ainsi, dans les années 1920, on peut voir à l'entrée de l'un des camps des îles Solovki une inscription proclamant « Par le travail, la liberté ! »

## Utilisation par les nazis
Ce slogan fut repris par les nazis dans les années 1930.
C'est le général SS Theodor Eicke qui ordonna l'apposition de la phrase à l'entrée des camps de concentration et des camps d'extermination, notamment Auschwitz, Dachau, Gross-Rosen, Sachsenhausen, et à la prison de la Gestapo de Theresienstadt en République tchèque.
Avant cela, cette phrase avait été utilisée par la société allemande IG Farben dont les membres du conseil d’administration, à l’exception d’un seul, devinrent membres militants du Parti national-socialiste, parachevant ainsi la nazification de la firme. Arbeit macht frei figurait au-dessus du fronton de ses usines.

## L'enseigne du camp d'Auschwitz dérobée
À Auschwitz, le commandant SS Rudolf Höss, chargé de la construction du camp et de son entretien, a tenu à reprendre la devise du camp de concentration de Dachau, Arbeit macht frei qu'il fait inscrire en lettres capitales au-dessus du portail d'entrée. Les détenus chargés de l'installation, dont Jan Liwacz, montent volontairement à l'envers la lettre « B » du mot Arbeit comme un pied-de-nez au commandant du camp,.
Dans la nuit du 17 au 18 décembre 2009, entre 3 h 30 et 5 h (heure locale), l'enseigne du camp d'Auschwitz portant la célèbre inscription est dérobée. Peu après la découverte de la disparition de l'enseigne, une copie (celle utilisée généralement lors des périodes d'entretien de l'originale) vient la remplacer. Israël et la Pologne ainsi que plusieurs associations juives condamnent fermement cet acte.
En compagnie du directeur du musée national Auschwitz-Birkenau, Piotr Cywinski, le ministre polonais de la Culture et du Patrimoine national, Bogdan Zdrojewski, offre une récompense de 100 000 złoty venant s'ajouter aux 10 000 zł offerts par la société de gardiennage du musée et aux 5 000 zł promis par la police d'Oświecim. En tout, 115 000 zł seront offerts à quiconque fournira des renseignements permettant de retrouver les coupables.
L'enseigne est retrouvée dans la nuit du 20 au 21 décembre 2009, près du domicile d'un des voleurs. Celle-ci a été découpée en 3 morceaux. En tout, cinq personnes sont interpellées. La police annonce qu'il ne s'agit pas de néo-nazis, mais de repris de justice ayant agi sur commande, pour le compte de Anders Högström, un Suédois qui a créé dans les années 1990 le Front national socialiste, un parti néo-nazi. Högstrom est condamné en décembre 2010 à deux ans et huit mois de prison pour incitation au vol. L'inscription est ressoudée en 2011 mais c'est désormais une copie qui a été installée à l'entrée du camp, l'originale étant conservée au musée.

## Culture populaire
- Arbeit macht frei est également le titre d'un album du groupe italien Area sorti en 1973.
- Cette phrase est évoquée dans le dessin animé de Paul Grimault Le Roi et l'Oiseau, sorti en 1980. Dans une des scènes du film, le Roi tyrannique fait l'Oiseau et son ami le Ramoneur prisonniers. Promettant de les libérer en échange de la main de la Bergère qu'il convoite, il ne respecte pas sa parole et, au lieu de les relâcher, les envoie travailler dans ses usines en déclarant à sa future femme : « Le travail, ma belle, c'est la liberté ! ».
- Le groupe punk-rock français Les Rats a fait dans l'album De Prisa (1995) de ce slogan le titre d'une de ses chansons.
- Le groupe punk-rock Arseniq 33, de Montréal, a également composé une chanson intitulée Arbeit macht frei qu'on retrouve sur l'album Y'a des limites à faire dur (1999).
- L'artiste David TMX propose également une chanson avec ce titre dans son album Les Mondes parallèles, sorti en décembre 2003.
- Arbeit macht frei est aussi le titre d'une chanson du groupe anglais The Libertines sortie le 30 août 2004 sur l'album The Libertines.
- C'est le nom d'une œuvre de l'artiste plasticien Claude Lévêque de 1992[24], associant une silhouette en tube néon de Mickey Mouse à une réplique à l'identique de l'enseigne des camps d'Auschwitz, qui est refusée à l'exposition Il était une fois Walt Disney au Grand Palais à Paris, organisée en 2006[25].
- Le groupe punk-rock français Guerilla Poubelle a lui aussi fait de ce slogan un refrain sarcastique dans l'album Punk = Existentialisme sorti le 29 octobre 2007 et dont le titre est Le travail rend libre.
- Arbeit macht frei est aussi le refrain de la chanson Souriez vous êtes filmé (2011) du groupe genevois de punk Sergent papou.

### Variante française
- Le travail c'est la liberté est un film français de 1959 réalisé par Louis Grospierre.
- Dans l'album des Pieds nickelés Les Pieds nickelés en Guyane (1976), sur la première planche, on peut lire « Le travail c'est la lib[illisible] » sur le mur de la cellule de prison.